# George Cavendish (écrivain)
Pour les articles homonymes, voir George Cavendish.
George Cavendish (1497 - vers 1562) est un écrivain anglais, connu en tant que biographe du cardinal Thomas Wolsey. Son livre Thomas Wolsey, Late Cardinall, his Lyffe and Deathe est considéré comme la « source majeure sur la vie de Wolsey » par l'Oxford Dictionary of National Biography. Cet ouvrage décrit également, de façon détaillée, la vie de cour au début du XVIe siècle ainsi que les événements politiques des années 1520, dont notamment la procédure de divorce d'Henri VIII et Catherine d'Aragon.

## Famille
George Cavendish est né en 1497. Il est le fils aîné de Thomas Cavendish (décédé en 1524), qui était un haut fonctionnaire financier à la Cour de l'Échiquier, et d'Alice Smith de Padbrook Hall, Suffolk. Il est également l'arrière-petit-fils de Sir John Cavendish dont les ducs de Devonshire et les ducs de Newcastle ont hérité du patronyme de Cavendish. George, courtisan et écrivain anglais, époux de Margery Kemp, nièce et héritière de Sir Thomas More est le frère de William Cavendish, deuxième époux de Bess de Hardwick. Il est probablement né au domaine familial de Cavendish, dans le Suffolk, avant de résider à Londres, avec sa famille, dans la paroisse de St Albans où son père meurt en 1524. 

## Carrière
George Cavendish entre au service du cardinal Wolsey en tant que Gentleman Usher, et reste à son service jusqu'à la mort de celui-ci en 1530. Il a pour mission d'assister le cardinal à tout moment et est responsable des divertissements somptueux qu'affectionne Wolsey. Pendant cette période, Cavendish est souvent loin de chez lui, de sa femme, de ses enfants. Il côtoie Anne Boleyn lors de ses débuts à la cour d'Henri VIII, en 1522,  et soutient qu'elle est restée vierge jusqu'à son mariage, malgré les rumeurs contraires propagées par les milieux catholiques. Par contre, il ne lui a jamais pardonné sa haine farouche envers le cardinal Wolsey et son hostilité au Pape.
Cavendish est dévoué corps et âme aux intérêts de Wolsey. Sa position lui permet de satisfaire sa passion de « voir et de fréquenter des étrangers, en particulier des hommes d'honneur et de pouvoir ». Il reste fidèle à Wolsey lors de sa disgrâce et se montre, à cette occasion, un « serviteur loyal » et courageux. À la mort du cardinal, Cavendish est convoqué par le conseil privé pour être interrogé sur les derniers actes et paroles de Wolsey. Son témoignage est empreint de tant de franchise et de dignité naturelle qu'il obtient les applaudissements du conseil, pourtant hostile à Wolsey, qui salue son courage d'avoir su rester « un serviteur juste et diligent ». Ayant refusé une position de Gentleman Usher auprès d'Henri VIII, il se retire dans son domaine de Glemsford en 1530 pour vivre de ses rentes. Il n'a alors que trente ans.

## Textes et influence
Cavendish prend vraisemblablement de nombreuses notes sur les conversations et les déplacements de Wolsey pendant des années avant de se lancer dans la rédaction de sa biographie, entre 1554 et 1558. Il n'a pas été publié de son vivant mais des manuscrits de son œuvre ont largement circulé. De toute évidence, l'un de ces manuscrits est tombé entre les mains de William Shakespeare qui s'en est servi pour écrire son Henri VIII. Pour Samuel Weller Singer, Shakespeare « n'a fait que mettre en vers le texte de Cavendish ». 
Thomas Wolsey, Late Cardinall, his Lyffe and Deathe est imprimé pour la première fois en 1641, dans une publication confuse, sous le titre de : The Negotiations of Thomas Wolsey. Le texte authentique, tiré de manuscrits d'époque, est publié en 1810 et Singer a publié la première édition complète du manuscrit original en 1825 sous le titre The Life of Cardinal Wolsey, and Metrical Visions. Les « visions métriques » sont des poèmes tragiques, sortes de complaintes déclamées par des personnages historiques comme Lady Jane Grey. Jusqu'au XIXe siècle, ces textes sont attribués à William Cavendish, frère cadet de George, qui était également attaché à Wolsey. Joseph Hunter a prouvé que c'est impossible et que seul George en est l'auteur. 
La valeur intrinsèque de la Vie du cardinal Wolsey de Cavendish est établie depuis longtemps, car c'est le seul récit authentique relatif à une multitude d'événements majeurs de cette époque clé de l'histoire d'Angleterre. Son importance, dans le cadre de la littérature biographique, est soulignée pour la première fois par Mandell Creighton, qui avalise la prétention de Cavendish à être reconnu comme le premier des grands biographes anglais ainsi qu'un écrivain plein de charme et d'originalité, qui écrit avec simplicité et vivacité, et cède rarement à la rhétorique en vigueur à son époque.